# Хэмптон-Роудс

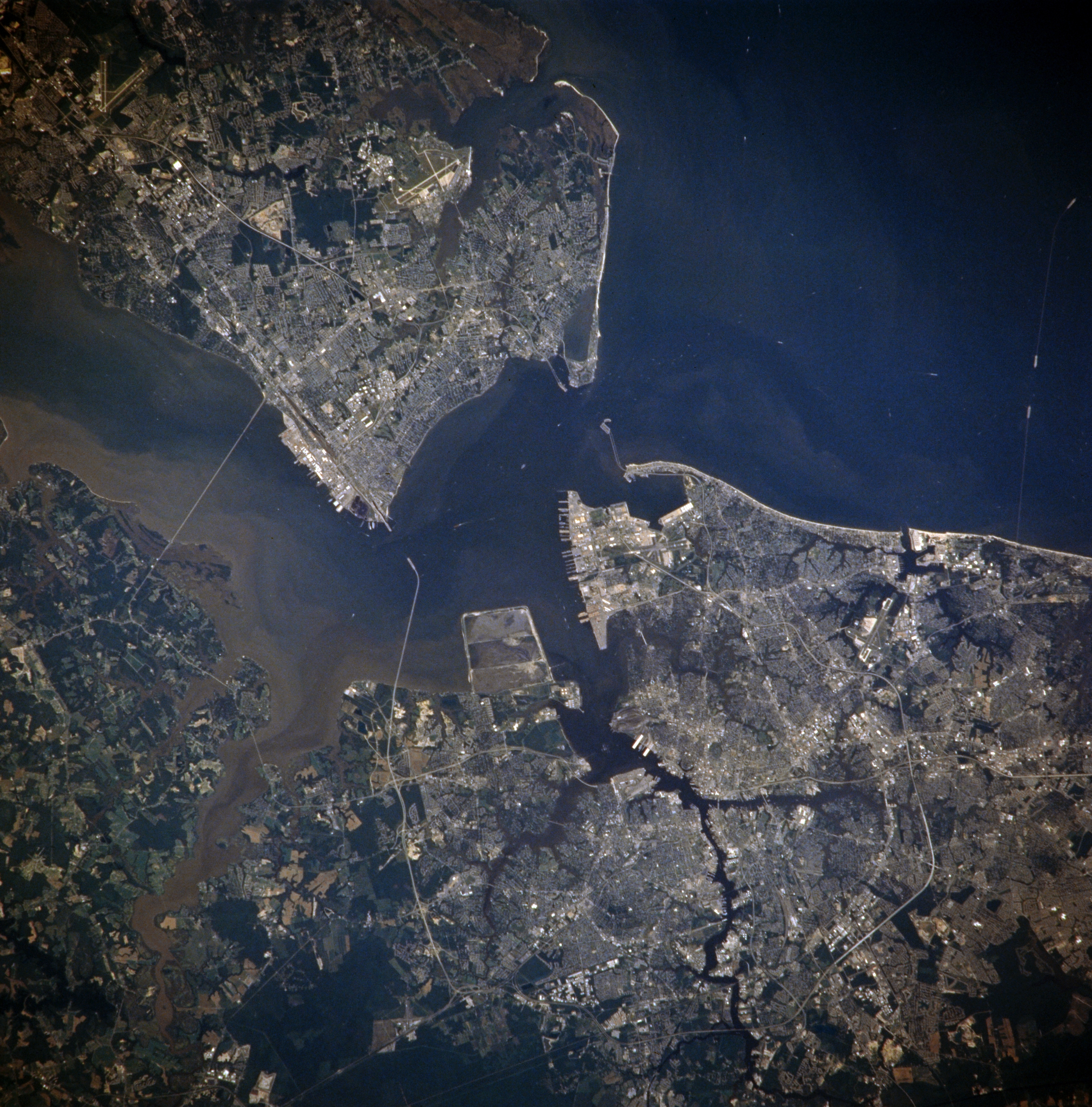
Хэмптон-Роудс. Снимок из космоса

Хэ́мптон-Роудс — собирательное название портов и якорных стоянок в устье Чесапикского залива, США и впадающих в него рек. Шире — расположенный там же военный и кораблестроительный комплекс.
Основные порты: Норфолк, Портсмут, Ньюпорт-Ньюс, военно-морская база «Норфолк», амфибийная база Литтл-Крик.
Другие города и порты: Вирджиния-Бич, Хэмптон, Йорктаун, Джеймстаун, Уильямсберг.
Аэропорты: международные аэропорты Норфолк, Ньюпорт-Ньюс — Вильямсбург. Авиабазы: авиабаза ВВС Лэнгли, авиастанции ВМС Норфолк (на территории ВМБ), Ошеана.